# Championnat de France féminin de football 1986-1987
Navigation
Édition précédente Édition suivante
Le Division 1 1986-1987  est la 13e édition du championnat de France féminin de football. Le premier niveau national du championnat féminin oppose quarante-huit clubs français répartis dans six groupes de huit équipes, en une série de quatorze rencontres jouées durant la saison de football. Les meilleures équipes de chaque groupe sont qualifiées pour les demi-finales de la compétition qui consistent en une confrontation face à deux autres adversaires au sein d'un groupe de trois équipes. Finalement, les meilleures équipes de ces deux nouveaux groupes s'affrontent lors d'une finale désignant le champion de France.
Les trois dernières places de chaque groupe du championnat sont synonymes de relégation en division inférieure.
Lors de l'exercice précédent, le FOS Hem, l'AS Nancy-Lorraine, le RCF Mâcon, le RC Colmar, le Grenoble FF, l'AS Saint-Rémy, l'ES Port-la-Nouvelle, l'US Cissé, l'AC Montricoux, l'AS Gagnerie, le Milizac Foot, et l'AS Pont-de-Ruan, ont gagné le droit d'évoluer à ce niveau après avoir remporté leurs compétitions régionales respectives.
À l'issue de la saison, le VGA Saint-Maur décroche le quatrième titre de champion de France de son histoire en battant en finale l'ASJ Soyaux sur le score de trois buts à zéro. Dans le bas du classement, l'AC Cambrésien, l'AS Sault-lès-Rethel, l'AC Abbeville, le RC Colmar, l'US Baume-les-Dames, l'AC Gy, le RC Paillade, l'ES Port-la-Nouvelle, le SMUC Saint-Joseph, l'US Cissé, l'ES Arpajonnaise, l'AC Montricoux, le Milizac Foot, l'US Villaines, l'ESOF Saint-André d'Ornay, l'AO Boranaise, et l'AS Pont-de-Ruan, sont relégués en division inférieure. Le FOS Hem et l'AS Moulins sont quant à eux relégué pour raison administrative, permettant ainsi à l'US Orléans de se maintenir pour la saison suivante et à l'USO Bruay-la-Buissière de monter en première division.

## Participants
Ces tableaux présentent les quarante-huit équipes qualifiées pour disputer le championnat 1986-1987. On y trouve le nom des clubs, la date de création du club, l'année de la dernière montée au sein de l'élite, la division dans laquelle ils évoluaient auparavant, le nom des stades ainsi que la capacité de ces derniers.
Le championnat comprend six groupes de huit équipes.
Légende des couleurs
- Champion de Division 1 la saison précédente.
- Promu de division inférieure.

| \| AC Abbeville AC Cambrésien FOS Hem FCF Hénin-Beaumont FC Metz Paris SG VGA Saint-Maur AS Sault-lès-Rethel \| Localisation des clubs engagés dans le groupe A du championnat. |
| AC Abbeville AC Cambrésien FOS Hem FCF Hénin-Beaumont FC Metz Paris SG VGA Saint-Maur AS Sault-lès-Rethel                                                                       |

| Nom du club         | Date de création | Dernière montée | Division 1985-1986 | Stade                  | Capacité | Vict. |
| ------------------- | ---------------- | --------------- | ------------------ | ---------------------- | -------- | ----- |
| AC Cambrésien       | -                | 1985            | D1                 | -                      | -        | /     |
| FC Metz             | -                | -               | D1                 |                        |          | /     |
| FCF Hénin-Beaumont  | 1972             | -               | D1                 | Stade Octave-Birembaut | 3 000    | /     |
| VGA Saint-Maur      | 1968             | -               | D1                 | Stade Adolphe-Chéron   | -        | 3     |
| AC Abbeville        | 1975             | 1986            | D2                 | Stade Paul-Delique     | 5 048    | /     |
| AS Sault-lès-Rethel | -                | 1986            | D2                 | -                      | -        | /     |
| Paris SG            | 1971             | 1979            | D2                 | Stade Georges Lefevre  | 3 500    | /     |
| FOS Hem             | 1970             | 1986            | Div. Inf.          | -                      | -        | /     |

| \| ASPTT Strasbourg Caluire SCSC FC Lyon AC Gy US Baume-les-Dames AS Nancy-Lorraine RC Colmar RCF Mâcon \| Localisation des clubs engagés dans le groupe B du championnat. |
| ASPTT Strasbourg Caluire SCSC FC Lyon AC Gy US Baume-les-Dames AS Nancy-Lorraine RC Colmar RCF Mâcon                                                                       |

| Nom du club        | Date de création | Dernière montée | Division 1985-1986 | Stade                       | Capacité | Vict. |
| ------------------ | ---------------- | --------------- | ------------------ | --------------------------- | -------- | ----- |
| ASPTT Strasbourg   | -                | 1984            | D1                 | -                           | -        | /     |
| Caluire SCSC       | 1968             | 1976            | D1                 | Stade Terre des Lièvres     | -        | /     |
| FC Lyon            | 1970             | 1978            | D1                 | Plaine de Gerland           | 2 200    | /     |
| AC Gy              | -                | 1986            | D2                 | -                           | -        | /     |
| US Baume-les-Dames | -                | 1986            | D2                 | -                           | -        | /     |
| AS Nancy-Lorraine  | -                | 1986            | Div. Inf.          | Stade Marcel-Picot (Annexe) | -        | /     |
| RC Colmar          | -                | 1986            | Div. Inf.          | -                           | -        | /     |
| RCF Mâcon          | 1984             | 1986            | Div. Inf.          | Stade Pierre Guérin         | -        | /     |

| \| AS Toussieu FCF Valence OS Monaco RC Paillade I SMUC Saint-Joseph AS Saint-Rémy ES Port-la-Nouvelle Grenoble FF \| Localisation des clubs engagés dans le groupe C du championnat. |
| AS Toussieu FCF Valence OS Monaco RC Paillade I SMUC Saint-Joseph AS Saint-Rémy ES Port-la-Nouvelle Grenoble FF                                                                       |

| Nom du club         | Date de création | Dernière montée | Division 1985-1986 | Stade                   | Capacité | Vict. |
| ------------------- | ---------------- | --------------- | ------------------ | ----------------------- | -------- | ----- |
| AS Toussieu         | 1971             | 1985            | D1                 | -                       | -        | /     |
| FCF Valence         | -                | 1983            | D1                 | -                       | -        | /     |
| OS Monaco           | -                | 1985            | D1                 | -                       | -        | /     |
| RC Paillade         | -                | 1985            | D1                 | Stade Jules Rimet       | -        | /     |
| SMUC Saint-Joseph   | -                | 1986            | D2                 | Stade Flotte            | -        | /     |
| AS Saint-Rémy       | -                | 1986            | Div. Inf.          | Stade de La Petite Crau | -        | /     |
| ES Port-la-Nouvelle | -                | 1986            | Div. Inf.          | -                       | -        | /     |
| Grenoble FF         | 1983             | 1986            | Div. Inf.          | -                       | -        | /     |

| \| ASF Muret ASJ Soyaux ESTC Poitiers Toulouse OAC Toulouse OM ASPTT Bordeaux ES Arpajonnaise AC Montricoux US Cissé \| Localisation des clubs engagés dans le groupe D du championnat. |
| ASF Muret ASJ Soyaux ESTC Poitiers Toulouse OAC Toulouse OM ASPTT Bordeaux ES Arpajonnaise AC Montricoux US Cissé                                                                       |

| Nom du club     | Date de création | Dernière montée | Division 1985-1986 | Stade                   | Capacité | Vict. |
| --------------- | ---------------- | --------------- | ------------------ | ----------------------- | -------- | ----- |
| ASF Muret       | -                | 1980            | D1                 | Stade Clément Ader      | 3 001    | /     |
| ASJ Soyaux      | 1968             | -               | D1                 | Stade Léo-Lagrange      | 400      | 1     |
| ESTC Poitiers   | 1970             | 1985            | D1                 | Stade Jean-Luc Gaboreau | -        | /     |
| Toulouse OM     | -                | 1983            | D1                 | -                       | -        | /     |
| ASPTT Bordeaux  | -                | 1986            | D2                 | -                       | -        | /     |
| ES Arpajonnaise | -                | 1986            | D2                 | Stade du Pont           | -        | /     |
| AC Montricoux   | -                | 1986            | Div. Inf.          | -                       | -        | /     |
| US Cissé        | -                | 1986            | Div. Inf.          | Stade Aimé Garnier      | -        | /     |

| \| FCF Condéen Saint-Brieuc SC Stade quimperois US Montfaucon AS Gagnerie ESOF Saint-André d'Ornay US Villaines Milizac Foot \| Localisation des clubs engagés dans le groupe E du championnat. |
| FCF Condéen Saint-Brieuc SC Stade quimperois US Montfaucon AS Gagnerie ESOF Saint-André d'Ornay US Villaines Milizac Foot                                                                       |

| Nom du club              | Date de création | Dernière montée | Division 1985-1986 | Stade                | Capacité | Vict. |
| ------------------------ | ---------------- | --------------- | ------------------ | -------------------- | -------- | ----- |
| FCF Condéen              | 1978             | 1981            | D1                 | Stade Robert Gossart | -        | /     |
| Saint-Brieuc SC          | 1973             | -               | D1                 | Stade Fred-Aubert    | 13 500   | /     |
| Stade quimpérois         | 1971             | 1975            | D1                 | Stade de Kerhuel     | 2 040    | /     |
| US Montfaucon            | -                | 1980            | D1                 | Stade du Péché       | -        | /     |
| AS Gagnerie              | 1973             | 1986            | D2                 | Stade Val de Chézine | 300      | /     |
| ESOF Saint-André d'Ornay | 1978             | 1986            | D2                 | -                    | -        | /     |
| US Villaines             | -                | 1986            | D2                 | -                    | -        | /     |
| Milizac Foot             | -                | 1986            | Div. Inf.          | -                    | -        | /     |

| \| AS Moulins Poissy JSF Tours EC US Orléans AO Boranaise FCE Le Neubourg FCF Juvisy AS Vallée du Lys \| Localisation des clubs engagés dans le groupe F du championnat. |
| AS Moulins Poissy JSF Tours EC US Orléans AO Boranaise FCE Le Neubourg FCF Juvisy AS Vallée du Lys                                                                       |

| Nom du club     | Date de création | Dernière montée | Division 1985-1986 | Stade                               | Capacité | Vict. |
| --------------- | ---------------- | --------------- | ------------------ | ----------------------------------- | -------- | ----- |
| AS Moulins      | -                | 1980            | D1                 | -                                   | -        | /     |
| Poissy JSF      | -                | 1983            | D1                 | -                                   | -        | /     |
| Tours EC        | -                | 1983            | D1                 | Stade de la Vallée du Cher (Annexe) | -        | /     |
| US Orléans      | -                | 1980            | D1                 | -                                   | -        | /     |
| AO Boranaise    | -                | 1986            | D2                 | Stade Municipal                     | -        | /     |
| FCE Le Neubourg | -                | 1986            | D2                 | Stade Marcel Guillot                | -        | /     |
| FCF Juvisy      | 1971             | 1986            | D2                 | Stade Georges Maquin                | 2 000    | /     |
| AS Pont-de-Ruan | -                | 1986            | Div. Inf.          | -                                   | -        | /     |

## Compétition

### Classement
Le classement est calculé avec le barème de points suivant : une victoire vaut deux points, le match nul un et la défaite zéro.
Critères de départage en cas d'égalité au classement :
1. classement aux points des matchs joués entre les clubs ex æquo ;
2. différence entre les buts marqués et les buts concédés par chacun d’eux au cours des matchs qui les ont opposés ;
3. différence entre les buts marqués et les buts concédés sur la totalité des matchs joués dans le championnat ;
4. plus grand nombre de buts marqués sur la totalité des matchs joués dans le championnat ;
5. en cas de nouvelle égalité, une rencontre supplémentaire aura lieu sur terrain neutre avec, éventuellement, l’épreuve des tirs au but.

Légende des couleurs
- Qualifié pour les demi-finales de la compétition.
- Relégué en division inférieure.
- T : Tenant du titre.
- P : Promu de division inférieure.

Source : Erik Garin et Hervé Morard, « France - List of Women Final Tables », sur rsssf.com
| Rang | Équipe              | Pts | J  | G  | N | P  | Bp | Bc | Diff |
| ---- | ------------------- | --- | -- | -- | - | -- | -- | -- | ---- |
| 1    | VGA Saint-Maur T    | 28  | 14 | 14 | 0 | 0  | 60 | 6  | +54  |
| 2    | FCF Hénin-Beaumont  | 24  | 14 | 12 | 0 | 2  | 60 | 9  | +51  |
| 3    | Paris SG            | 17  | 14 | 8  | 1 | 5  | 29 | 22 | +7   |
| 4    | FC Metz             | 13  | 14 | 6  | 1 | 7  | 25 | 25 | 0    |
| 5    | FOS Hem P           | 12  | 14 | 5  | 2 | 7  | 23 | 26 | -3   |
| 6    | AC Cambrésien       | 10  | 14 | 4  | 2 | 8  | 19 | 31 | -12  |
| 7    | AS Sault-lès-Rethel | 6   | 14 | 2  | 2 | 10 | 11 | 46 | -35  |
| 8    | AC Abbeville        | 2   | 14 | 1  | 0 | 13 | 5  | 67 | -62  |

| Rang | Équipe              | Pts | J  | G  | N | P  | Bp | Bc | Diff |
| ---- | ------------------- | --- | -- | -- | - | -- | -- | -- | ---- |
| 1    | FC Lyon             | 23  | 14 | 10 | 3 | 1  | 33 | 13 | +20  |
| 2    | ASPTT Strasbourg    | 23  | 14 | 11 | 1 | 2  | 49 | 20 | +29  |
| 3    | Caluire SCSC        | 17  | 14 | 6  | 5 | 3  | 31 | 21 | +10  |
| 4    | AS Nancy-Lorraine P | 15  | 14 | 7  | 1 | 6  | 13 | 18 | -5   |
| 5    | RCF Mâcon P         | 13  | 14 | 5  | 3 | 6  | 21 | 16 | +5   |
| 6    | RC Colmar P         | 12  | 14 | 5  | 2 | 7  | 16 | 30 | -14  |
| 7    | US Baume-les-Dames  | 5   | 14 | 2  | 1 | 11 | 19 | 36 | -17  |
| 8    | AC Gy               | 4   | 14 | 1  | 2 | 11 | 7  | 35 | -28  |

| Rang | Équipe                | Pts | J  | G  | N | P | Bp | Bc | Diff |
| ---- | --------------------- | --- | -- | -- | - | - | -- | -- | ---- |
| 1    | OS Monaco             | 21  | 12 | 10 | 1 | 1 | 50 | 11 | +39  |
| 2    | AS Toussieu           | 15  | 12 | 7  | 1 | 4 | 25 | 19 | +6   |
| 3    | FCF Valence           | 15  | 12 | 7  | 1 | 4 | 25 | 22 | +3   |
| 4    | Grenoble FF P         | 10  | 12 | 4  | 2 | 6 | 24 | 25 | -1   |
| 5    | AS Saint-Rémy P       | 9   | 12 | 4  | 1 | 7 | 19 | 36 | -17  |
| 6    | RC Paillade           | 8   | 12 | 4  | 0 | 8 | 22 | 32 | -10  |
| 7    | ES Port-la-Nouvelle P | 6   | 12 | 3  | 0 | 9 | 13 | 32 | -19  |
| 8    | SMUC Saint-Joseph     | 0   | 0  | 0  | 0 | 0 | 0  | 0  | 0    |

| Rang | Équipe          | Pts | J  | G  | N | P  | Bp | Bc | Diff |
| ---- | --------------- | --- | -- | -- | - | -- | -- | -- | ---- |
| 1    | ASJ Soyaux      | 27  | 14 | 13 | 1 | 0  | 48 | 9  | +39  |
| 2    | Toulouse OM     | 20  | 14 | 9  | 2 | 3  | 34 | 14 | +20  |
| 3    | ASF Muret       | 18  | 14 | 8  | 2 | 4  | 14 | 18 | -4   |
| 4    | ESTC Poitiers   | 15  | 14 | 5  | 5 | 4  | 21 | 22 | -1   |
| 5    | ASPTT Bordeaux  | 13  | 14 | 3  | 7 | 4  | 24 | 26 | -2   |
| 6    | US Cissé P      | 8   | 14 | 3  | 2 | 9  | 14 | 38 | -24  |
| 7    | ES Arpajonnaise | 7   | 14 | 2  | 3 | 9  | 16 | 26 | -10  |
| 8    | AC Montricoux P | 4   | 14 | 1  | 2 | 11 | 16 | 34 | -18  |

| Rang | Équipe                   | Pts | J  | G  | N | P  | Bp | Bc | Diff |
| ---- | ------------------------ | --- | -- | -- | - | -- | -- | -- | ---- |
| 1    | Saint-Brieuc SC          | 26  | 14 | 12 | 2 | 0  | 46 | 5  | +41  |
| 2    | US Montfaucon            | 24  | 14 | 12 | 0 | 2  | 26 | 17 | +9   |
| 3    | Stade quimperois         | 16  | 14 | 5  | 6 | 3  | 20 | 14 | +6   |
| 4    | AS Gagnerie (P)          | 14  | 14 | 6  | 2 | 6  | 16 | 19 | -3   |
| 5    | FCF Condéen              | 12  | 14 | 5  | 2 | 7  | 26 | 23 | +3   |
| 6    | Milizac Foot P           | 8   | 14 | 4  | 0 | 10 | 11 | 34 | -23  |
| 7    | US Villaines             | 8   | 14 | 2  | 4 | 8  | 13 | 27 | -14  |
| 8    | ESOF Saint-André d'Ornay | 4   | 14 | 1  | 2 | 11 | 7  | 26 | -19  |

| Rang | Équipe            | Pts | J  | G | N | P  | Bp | Bc | Diff |
| ---- | ----------------- | --- | -- | - | - | -- | -- | -- | ---- |
| 1    | FCE Le Neubourg   | 20  | 14 | 8 | 4 | 2  | 25 | 18 | +7   |
| 2    | Tours EC          | 19  | 14 | 9 | 1 | 4  | 43 | 10 | +33  |
| 3    | Poissy JSF        | 18  | 14 | 7 | 4 | 3  | 40 | 17 | +23  |
| 4    | FCF Juvisy        | 18  | 14 | 8 | 2 | 4  | 37 | 17 | +20  |
| 5    | AS Moulins        | 13  | 14 | 5 | 3 | 6  | 17 | 21 | -4   |
| 6    | AO Boranaise      | 13  | 14 | 6 | 1 | 7  | 21 | 30 | -9   |
| 7    | US Orléans        | 11  | 14 | 5 | 1 | 8  | 20 | 29 | -9   |
| 8    | AS Pont-de-Ruan P | 0   | 14 | 0 | 0 | 14 | 7  | 68 | -61  |

Nota :
1. ↑  Le FOS Hem est relégué administrativement à la fin de la saison, libérant une place pour l'USO Bruay-la-Buissière.
2. 1 2  L'AS Moulins est relégué administrativement à la fin de la saison, permettant ainsi à l'US Orléans de se maintenir.

### Demi-finales
Le Demi-finales du championnat opposent les six meilleures équipes du championnat lors de deux mini-tournoi à trois. Les équipes affrontent une seule fois les deux autres adversaires de leur groupe selon un calendrier tiré aléatoirement.
Le classement est calculé avec le barème de points suivant : une victoire vaut deux points, le match nul un et la défaite zéro.
Critères de départage en cas d'égalité au classement :
1. classement aux points des matchs joués entre les clubs ex æquo ;
2. différence entre les buts marqués et les buts concédés par chacun d’eux au cours des matchs qui les ont opposés ;
3. différence entre les buts marqués et les buts concédés sur la totalité des matchs joués dans le championnat ;
4. plus grand nombre de buts marqués sur la totalité des matchs joués dans le championnat ;
5. en cas de nouvelle égalité, une rencontre supplémentaire aura lieu sur terrain neutre avec, éventuellement, l’épreuve des tirs au but.

Légende des couleurs
- Qualifié pour la finale de la compétition.
- T : Tenant du titre.

| Rang | Équipe           | Pts | J | G | N | P | Bp | Bc | Diff |
| ---- | ---------------- | --- | - | - | - | - | -- | -- | ---- |
| 1    | VGA Saint-Maur T | 4   | 2 | 2 | 0 | 0 | 6  | 3  | +3   |
| 2    | FCE Le Neubourg  | 2   | 2 | 1 | 0 | 1 | 1  | 3  | -2   |
| 3    | Saint-Brieuc SC  | 0   | 2 | 0 | 0 | 2 | 2  | 3  | -1   |

| Rang | Équipe     | Pts | J | G | N | P | Bp | Bc | Diff |
| ---- | ---------- | --- | - | - | - | - | -- | -- | ---- |
| 1    | ASJ Soyaux | 4   | 2 | 2 | 0 | 0 | 4  | 2  | +2   |
| 2    | FC Lyon    | 1   | 2 | 0 | 1 | 1 | 2  | 3  | -1   |
| 3    | OS Monaco  | 1   | 2 | 0 | 1 | 1 | 2  | 3  | -1   |

| 1re journée     | 1re journée | 1re journée     | 1re journée |
| Club            | Score       | Club            |             |
| --------------- | ----------- | --------------- | ----------- |
| VGA Saint-Maur  | 2-1         | Saint-Brieuc SC |             |
| 2e journée      |             |                 |             |
| Club            | Score       | Club            |             |
| Saint-Brieuc SC | 2-3         | FCE Le Neubourg |             |
| 3e journée      |             |                 |             |
| Club            | Score       | Club            |             |
| FCE Le Neubourg | 1-3         | VGA Saint-Maur  |             |

| 1re journée | 1re journée | 1re journée | 1re journée |
| Club        | Score       | Club        |             |
| ----------- | ----------- | ----------- | ----------- |
| FC Lyon     | 1-1         | OS Monaco   |             |
| 2e journée  |             |             |             |
| Club        | Score       | Club        |             |
| OS Monaco   | 1-2         | ASJ Soyaux  |             |
| 3e journée  |             |             |             |
| Club        | Score       | Club        |             |
| ASJ Soyaux  | 2-1         | FC Lyon     |             |

### Finale
|  | VGA Saint-Maur                                          | 3 - 0   | ASJ Soyaux | Lyon                                 |                                      |
|  | 17e Nathalie Flisar · 54e Nicole Abar · 67e Nicole Abar | (1 - 0) |            | Spectateurs : 383 Arbitrage : Benali | Spectateurs : 383 Arbitrage : Benali |

| Sandrine Roux        |  |     |
| Bachir               |  |     |
| Bey                  |  |     |
| Billy                |  |     |
| Jully                |  |     |
| Sylvie Baracat       |  |     |
| Marie-Agnès Annequin |  |     |
| Élisabeth Loisel     |  |     |
| Nathalie Flisar      |  | 55e |
| Martine Puentes      |  | 65e |
| Nicole Abar          |  |     |
| Régine Mismacq       |  |     |
| Remplacements :      |  |     |
| Laurence Richoux     |  | 55e |
| Sophie Rudant        |  | 65e |
| Entraineur :         |  |     |
| Dominique Tedeschi   |  |     |

| Rouyer                |  |     |
| Véronique Lapouge     |  | 74e |
| Audier                |  |     |
| Mazoué                |  |     |
| Sylvie Dizier         |  |     |
| Catherine Mercadier   |  |     |
| Florence Rimbault     |  |     |
| Bernadette Constantin |  | 58e |
| Clerjean              |  |     |
| Nathalie Tarade       |  |     |
| Delbecque             |  |     |
| Remplacements :       |  |     |
| Launay                |  | 58e |
| Peligri               |  | 74e |
| Entraineur :          |  |     |
| Fort                  |  |     |

## Bilan de la saison
| Championnat de France féminin de football 1986-1987 |                                          |
| Champion                                            | VGA Saint-Maur (4e titre)                |
| Dauphin                                             | ASJ Soyaux                               |
| Promotions et relégations                           |                                          |
| Promus en Division 1                                | USO Bruay-la-Buissière                   |
| Relégués en Division d'Honneur                      | Trois dernières équipes de chaque groupe |